# كوكب نجمي (علم فلك)

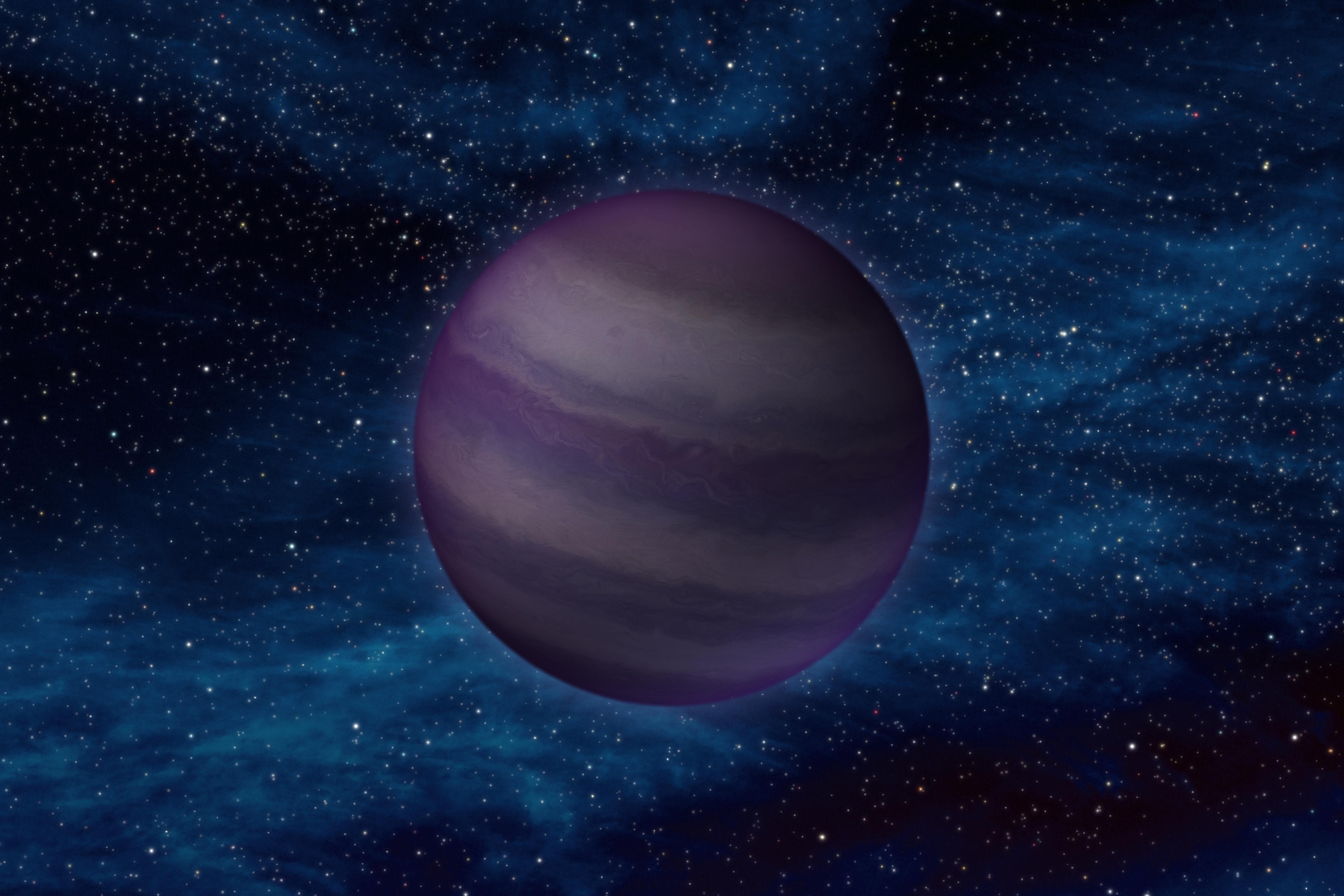

في علم الفلك، الكوكب النجمي (planetar) هو واحد من اثنين:
- قزم بني - جرم متوسط الحجم بين الكواكب والنجوم - ولكنه يشبه في تكوينه الكواكب.
- شبيه القزم البني (sub-brown dwarf) - عبارة عن كتل باردة أصغر من الأقزام البنية والتي لا تدور حول نجم.

تم اقتراح التعريفين، ولكن أيًا منهمًا لم يحقق استخدامًا واسعًا في مجتمعات علم الفلك والكواكب. وكان المصطلح لفظًا منحوتًا: «كوكب» + «نجم».

## الكواكب النجمية القزمية البنية
الكواكب النجمية عبارة عن أجرام شبيهة بالكواكب وهي أضخم من قطع الكتلة المنخفضة لـالأقزام البنية. ويشار إليها عمومًا باسم الأقزام البنية. ومع ذلك، يتكون الكوكب النجمي مثلما تتكون الكواكب، من خلال تراكم أو انهيار نواة القرص النجمي الدوار، وليس من خلال انهيار سحابة غاز. والاختلاف بين الكوكب النجمي والقزم البني غير واضح.

### الكواكب النجمية القزمية الحمراء
افتراضيًا، يمكن أن ينشأ الكوكب العملاق الفائق من تكوّن كوكبي كبير بما يكفي ليصبح قزمًا أحمر.

## الكواكب النجمية غير المقيدة
الأجسام ذات الكتلة الكوكبية ما بين النجوم، المعروفة أيضًا باسم الكواكب النجمية، تسمى كذلك لأن قسمًا من مجتمع علم الفلك يعرّف الكوكب على أنه جسم ينبغي أن يدور في فلك نجم. وبالتالي، وفقًا لهذه القاعدة، لا يمكن تسمية أي جسم ذو كتلة كوكب كوكب. ونظرًا لأنها توجد وحيدة مثل النجوم، فإنها تسمى نجمًا كوكبيًا أو كوكبًا نجميًا. وفي عام 2003، أوصى الفريق العامل المعني بالكواكب التي تقع خارج المجموعة الشمسية التابع للاتحاد الفلكي الدولي (IAU) بتسمية هذه الأجرام السماوية شبيهات الأقزام البنية.
وتخفي بعض هذه المجموعات الكوكبية حطام الأقراص المشابهة للأنظمة الشمسية البدائية (البروبليدات). وقد تم اكتشاف إخفاء بلانيمو 2م1207ب لقرص بداخله.

## وصلات خارجية
- Strange New Worlds Could Make Miniature Solar Systems روبرت روي بريت (SPACE.com) 5 يونيو 2006 35:11 صباحًا بالتوقيت الشرقي
- Working Group on Extrasolar Planets - Definition of a "Planet" بيان الموقف من تعريف «كوكب» (الاتحاد الفلكي الدولي) 2003